# Hotel Mama
Hotel Mama is een symbolische uitdrukking die wil aangeven dat jongeren steeds langer bij hun ouders blijven wonen, ook als ze afgestudeerd zijn en vaak tot na hun dertigste.
Een onderzoek van de Vrije Universiteit Brussel (2005) wees uit dat de voornaamste reden van financiële aard is, met het daarbijhorende comfort. Door de dure woningmarkt brengt apart gaan wonen meestal een daling van de levensstandaard met zich mee. Bovendien blijven de ouders, in de eerste plaats nog steeds de mama, een groot deel van het huishoudelijke werk verzorgen. Er worden ook weinig normen gesteld in verband met de leefstijl. Het verlangen naar onafhankelijkheid is dus niet meer in strijd met thuis wonen. Het zich binden aan een vaste partner wordt ook vaak verschoven naar een latere leeftijd, en dat gebeurt nog zelden met als reden om thuis weg te zijn.
De Scandinavische landen en Groot-Brittannië kenden al scheidingsprocedures van ouders die hun kinderen niet vrijwillig de deur uit krijgen.
In Italië staan dergelijke jongeren bekend als mammoni.